# Valzifenztal

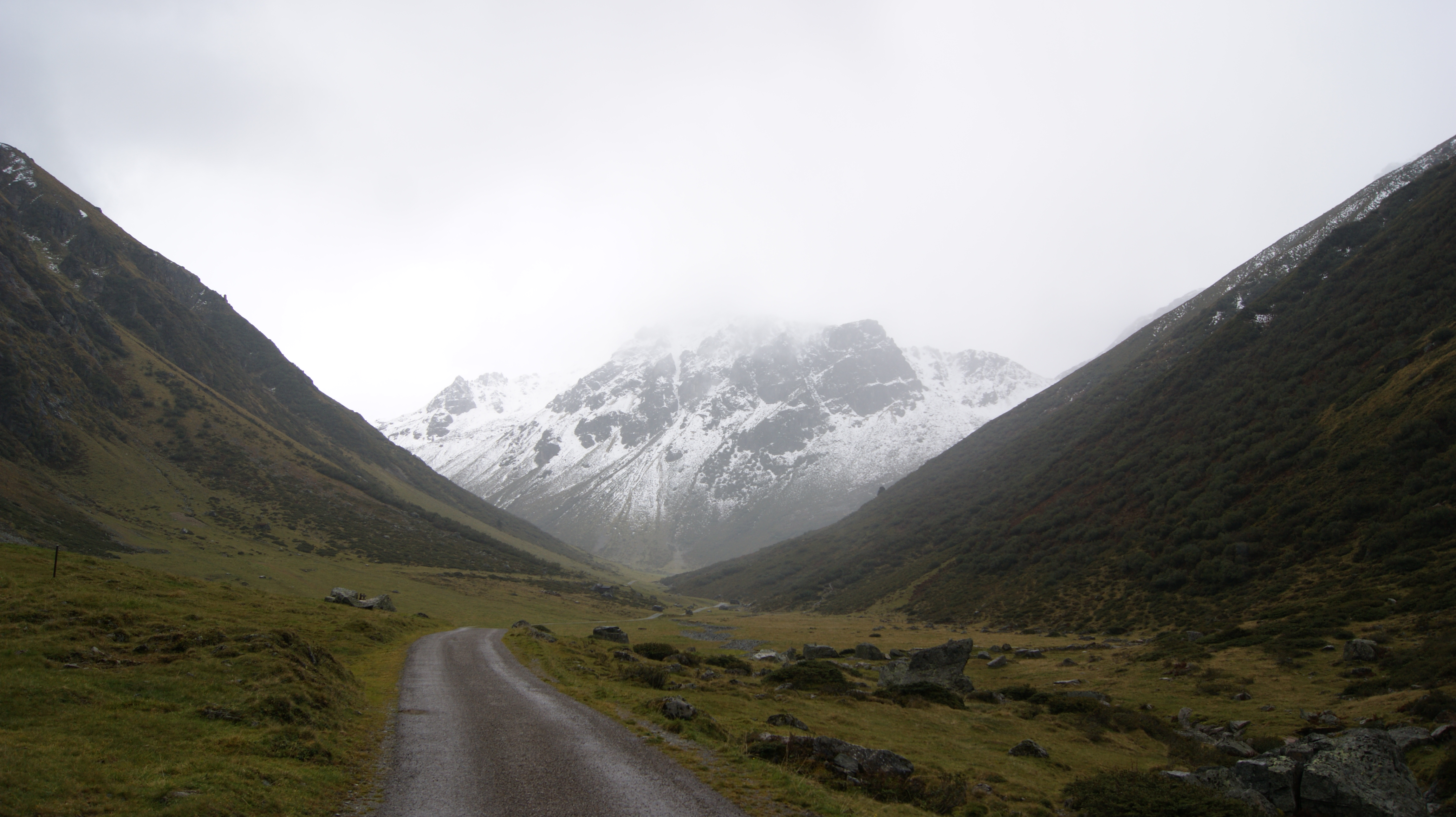
Valzifenztal – Via Valtellina – Schlappiner Spitze

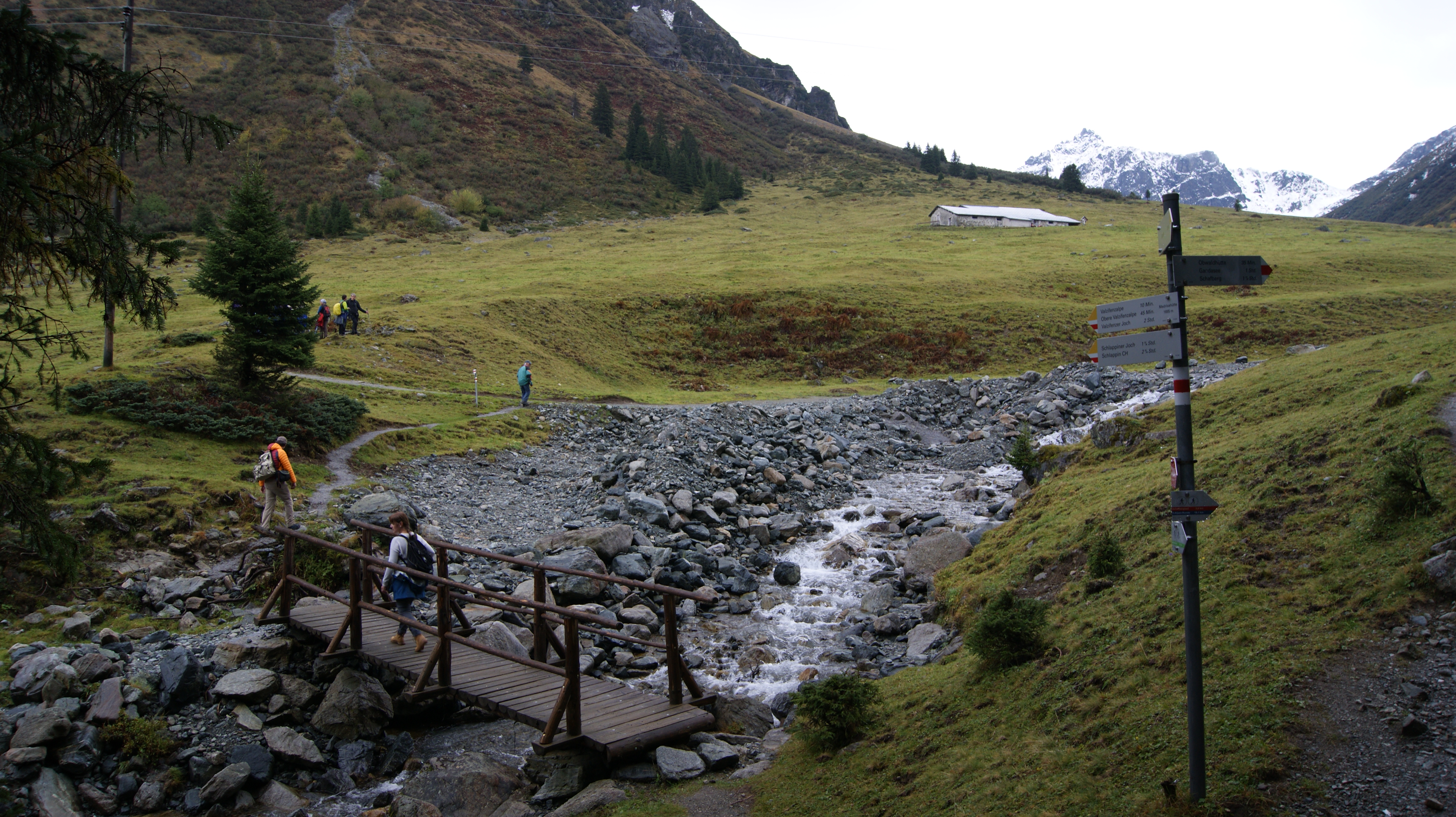
Wanderweg kurz vor der unteren Valzifenzalpe, Querung des Valzifenzbachs

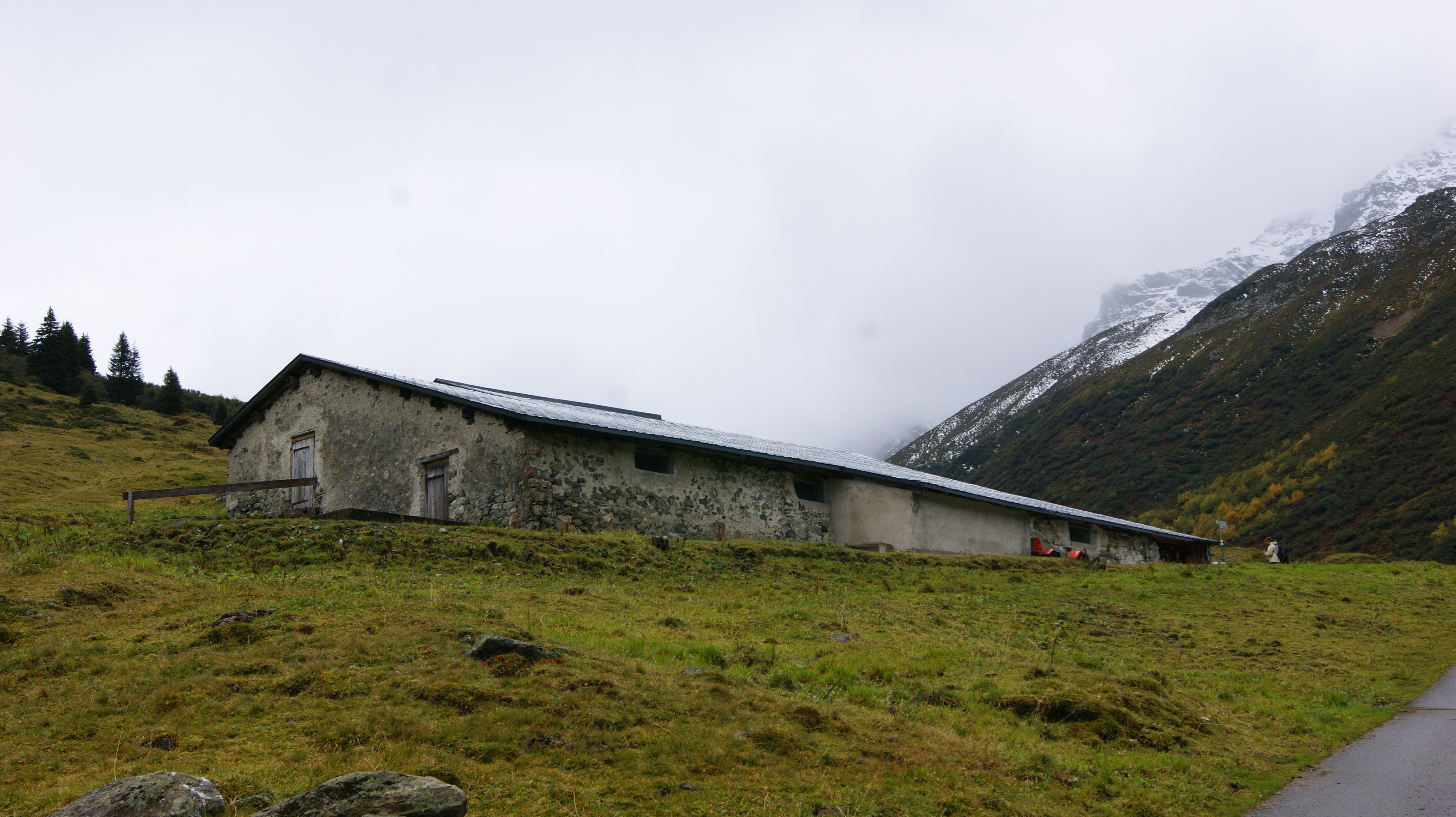
Untere Valzifenzalpe

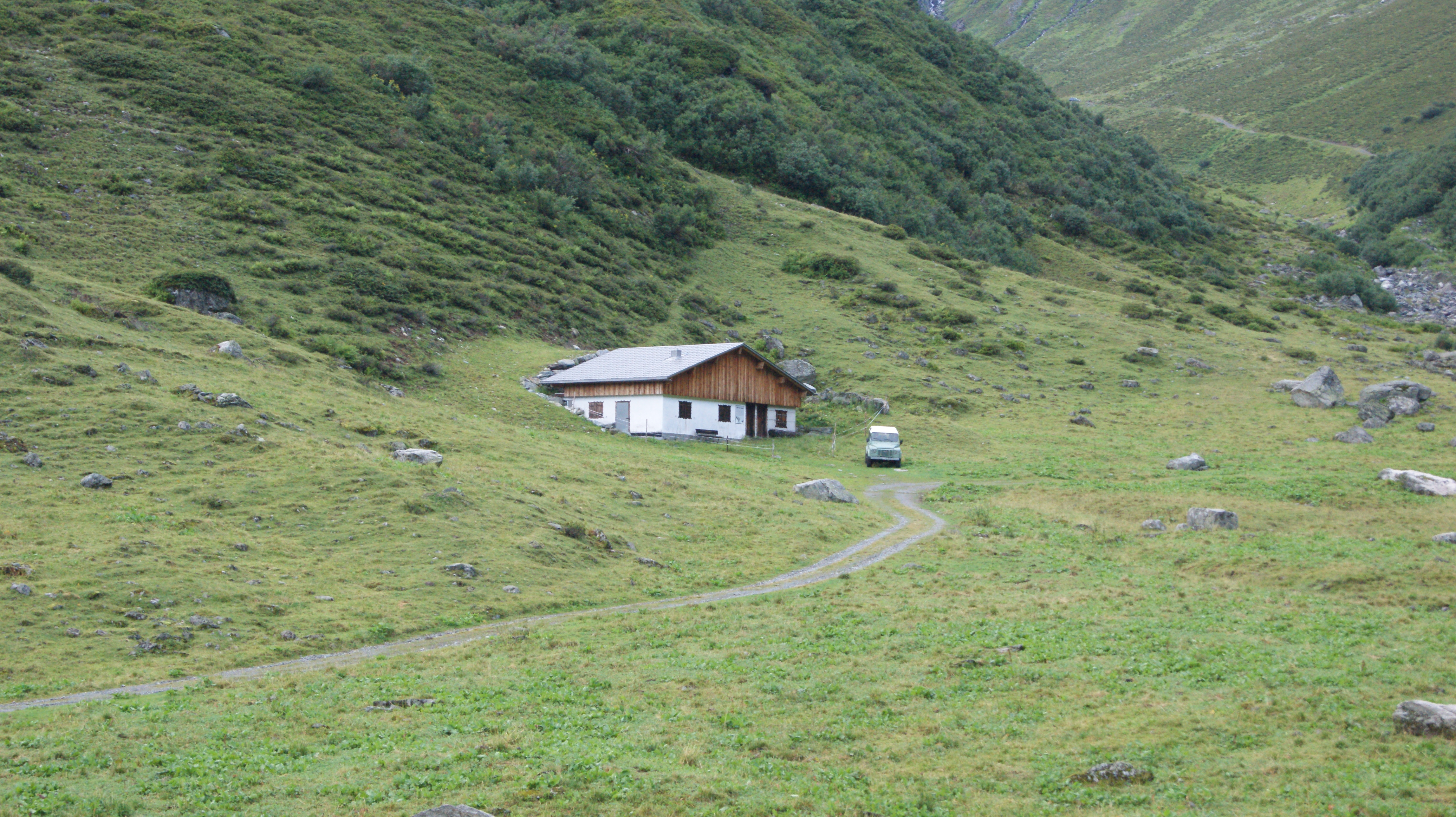
Obere Valzifenzalpe

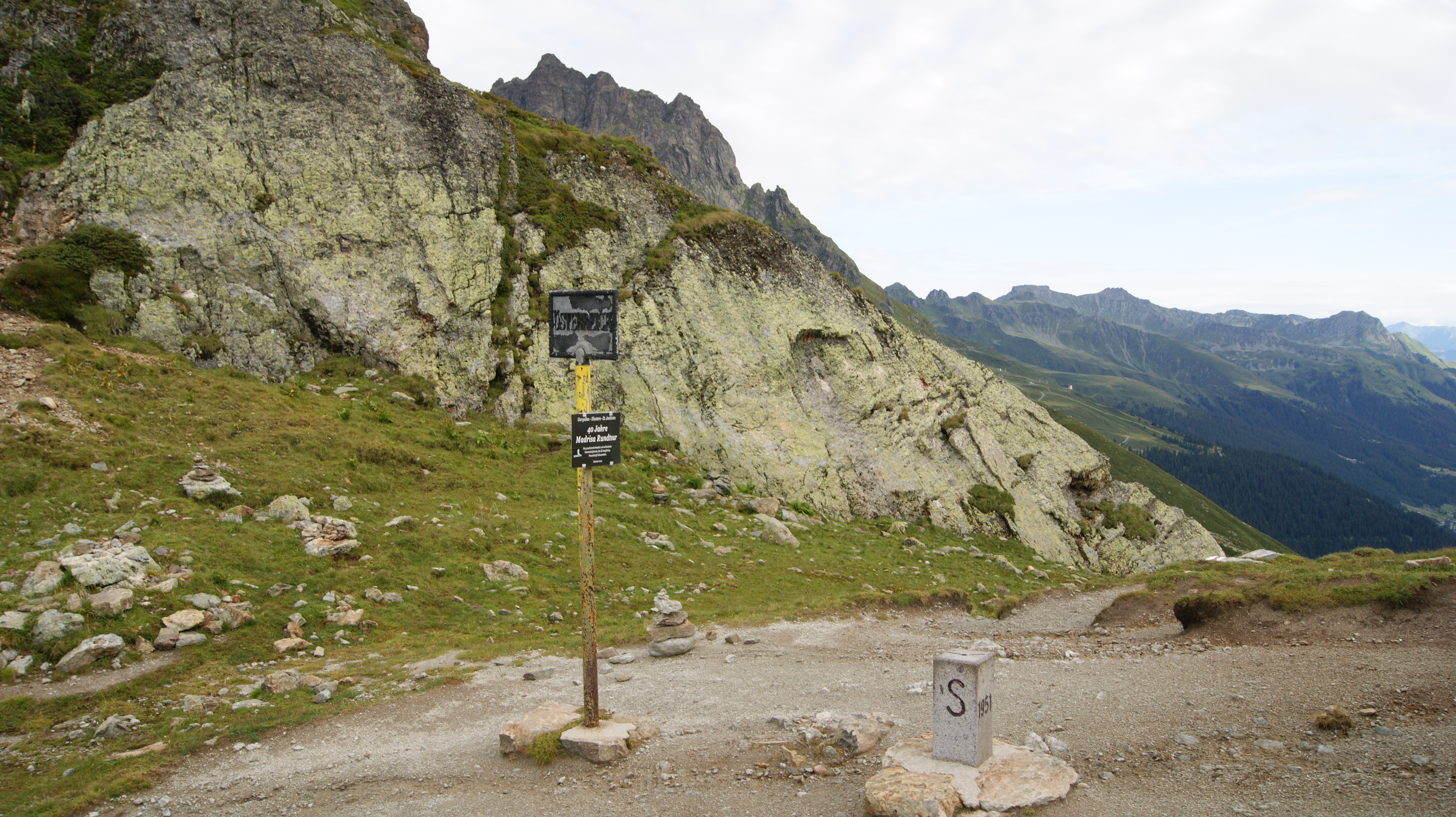
Die Grenze zwischen Vorarlberg und Graubünden am Schlappiner Joch

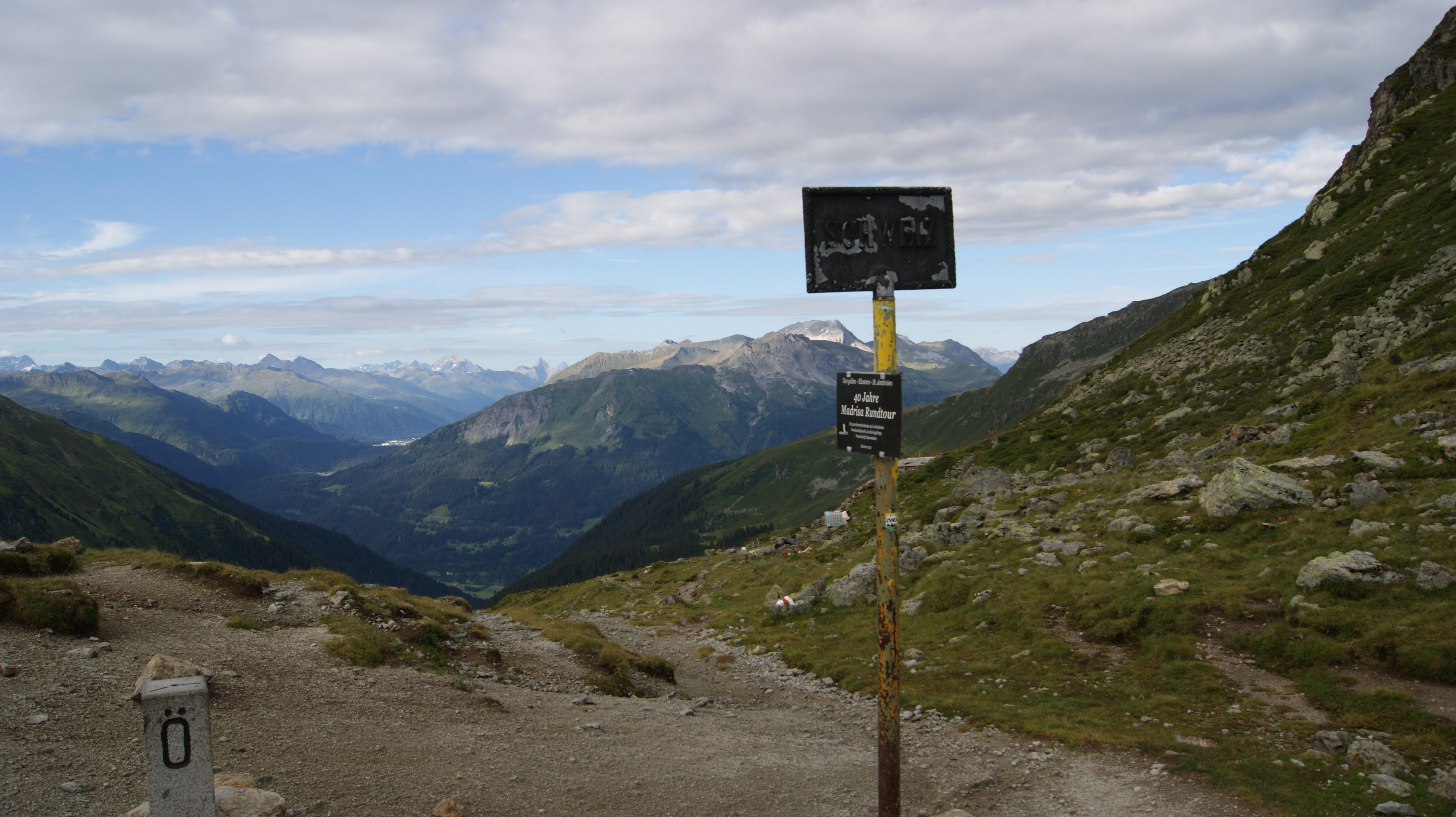
Schlappiner Joch – Blick nach Graubünden

Das Valzifenztal ist ein Tal im Gemeindegebiet St. Gallenkirch im österreichischen Bundesland Vorarlberg und liegt am Talende des Montafons in Richtung Landesgrenze zur Schweiz, die u. a. über die Schlappiner Spitze / das Schlappinerjoch verläuft.
Das Valzifenztal beginnt unterhalb der Rotbühelspitze und verläuft weitgehend von Süden nach Norden Richtung Gargellen. Beim Ortsteil Vergalda trifft das Valzifenztal auf das Vergaldatal (Vergaldental) und endet hier. Durch das Valzifenztal verläuft der Valzifenzbach mit einer Länge von rund 7 km, der seinen Ursprung beim Großen See (ca. 2330 m ü. A.) im Bereich des Augstenbergs hat.

## Wortbedeutung
Die Bezeichnung Valzifenztal stammt aus dem Rätoromanischen und soll windiges Tal oder kaltes Tal bedeuten (unsichere Herleitung) und auf den hier teilweise stark auftretenden, sehr kalten Südwind zurückgehen, der das Tal durchfährt. Der Gegensatz dazu bildet das naheliegende „Vergaldatal“, welches „warmes Tal“ bedeute. Eine andere Namensdeutung geht davon aus, dass Valzivenztal „schlammiges Tal“ bedeute.       Der Name Valzifenz findet sich in Vorarlberg nur im Zusammenhang mit diesem Tal (hier befindlich auch: Valzifenzalpe, Valzifenzturm, Valzifenzjoch, Valzifenzgrat).

## Geschichte
Das Schlappinerjoch ist ein sehr alter Verbindungspass zwischen dem Alpenrheintal/Walgau und der Schweiz bzw. Italien. Durch das Valzifenztal führt die Via Valtellina von Gargellen über das Schlappinerjoch nach Klosters in der Schweiz. Die alpwirtschaftliche Erschließung und temporäre Besiedelung des Tales erfolgte vermutlich schon lange vor dem 14. Jahrhundert (Alpbrief aus dem Jahr 1464). 1842 wurde vom Kapuzinerpater Albuin Bischofsberger in der Alphütte der oberen Valzifenzalpe eine Lanzenspitze aus der Frühbronzezeit gefunden. Dies gilt als wichtiger Beleg dafür, dass das Tal bereits durch bronzezeitliche Jäger begangen wurde.
Seit über 500 Jahren gehört die untere Valzifenzalpe Bauern aus dem Walgau (sog. Blumenegger, Spitzname in Gargellen: „d‘ Schnapfa“).
Am 11. Mai 1608 erfolgt die Siegelung eines Alpbrief über das Alprecht Valzifenz im Montafon in St. Gallenkirch, aufgerichtet von den in Bludesch, Thüringen und Ludesch sesshaften, namentlich genannten Alpgenossen.
Hans Adam Salamon, Untervogt und Richter der Stadt und Herrschaft Bludenz, urteilt am 30. Juli 1648 auf dem Märzengericht in Markstreitigkeiten zwischen den Alpgenossen der Alpe Valzifenz und der Alpe Gargellen.
1964 wurde die Überleitung des Valzifenz-, Vergaldner- und Garnerabaches in den Speicher Vermunt der Vorarlberger Illwerke in Betrieb genommen.

## Alpe
Die Alpe Valzifenz hat eine Fläche von 1396 ha und liegt zwischen 1490 m ü. A. und 2460 m ü. A. Die Weidefläche beträgt 302 ha und die Alpe wird jährlich mit etwa 250 Stück Jungvieh besetzt. Die Gemeinde Bludesch ist der größte Weidebesitzer der Alpe. Aus der ehemaligen Alpinteressentschaft wurde 2006 die „Agrargemeinschaft Valzifenz“.
Die obere Valzifenzalpe ist aufgegeben.

## Gewässer und Geologie
Das Valzifenztal ist etwa 6 km (Luftlinie) lang und wird vom Valzifenzbach durchflossen, der mehrere Quellen unterhalb des Augstenberges bzw. Valzifenzgrates hat. Der Hauptast des Valzifenzbaches leitet sich aus dem Großen See unterhalb des Augstenbergs ab. Durch die 1964 abgeschlossene Überleitung eines Großteils des Wassers des Valzifenzbaches im inneren Valzifenztal in den Speicher Vermunt führt der Valzifenzbach durch den Großteil des Tales nur noch eine Restwassermenge.
Im hintersten Valzifenztal kommen Diabasgänge vor. Sie durchschlagen ihr Nebengestein winklig und weisen ein Alter von 280 Millionen Jahren auf.

## Wandern, Mountainbike
Die ehemalige Via Valtellina verläuft von Tirano (Veltlin) über den Berninapass, Scalettapass nach Davos, Klosters-Platz, Schlappin und über das Schlappiner Joch ins Montafon nach Schruns. Diese Route war bis in die Zeit nach der Mitte des 19. Jahrhunderts eine wichtige Verbindung im grenzüberschreitenden Handelsverkehr zwischen Italien und Österreich bzw. Süddeutschland.
Im Sommer werden geführte Wanderungen von Gargellen nach Klosters (Schweiz) angeboten. Im Winter Schneeschuhwandern im Valzifenztal. Beliebt ist die Strecke auch bei Mountainbikern.
Bekannte Ziele für Wanderungen sind die Schlappiner Spitze (2442 m ü. A.), Paschianikopf (2520 m ü. A.), Schlappiner Grat (2430 m ü. A.), Rotbühelspitze (2853 m ü. A.) oder der Vergaldener Schneeberg.
Im Winter besteht im Valifenztal teilweise erhöhte Lawinengefahr (mittlerer Jahresniederschlag liegt bei 1450 mm).
Die aufzufindenden Zollhütten im Bereich des Übergangs in die Schweiz zeigt auch die ehemals wichtige Route für Schmuggler an. Die frühere Schmugglertätigkeit und -wege werden inzwischen auch touristisch vermarktet.

## Sagen
Über das Valifenztal gibt es eine Sage mit dem Valzifenzer Wieble, welches Schweine hütete. Ebenfalls soll nach der Alpsaison am Tag der Kreuzerhöhung in der Alpe Valzifenz ein Butz sein Unwesen treiben., dem teilweise ähnliche Verhaltensweisen zugeschrieben wurden, wie dem Valzifenzer Wieble.